# FreeMarker
FreeMarker — компилирующий обработчик шаблонов, написанный на Java, один из инструментов, позволяющих отделить логику и данные от представления в духе концепции Model-view-controller. Используется преимущественно при разработке приложений для паутины с использованием Java-сервлетов, также может использоваться для вывода текста в других случаях: генерация CSS, исходного кода Java и т. д. В отличие от JSP FreeMarker не является зависимым от архитектуры сервлета или от протокола HTTP. Таким образом шаблонизатор может использоваться не только в web-проектах. FreeMarker является свободным ПО.

## Пример кода
Данный шаблон,
```
<html>

<body>

<p>
Hello
 
${name}!
 
You
 
have
 
the
 
following
 
messages:

<
#list
 
messages
 
as
 
m>

  
<p><b>
${m.from}:
</b>
 
${m.body}
</p>

<
/#list>

</body>

</html>

```

обработанный шаблонизатором FreeMarker, сгенерирует следующую html-страницу:
```
<html>

<body>

<p>
Hello
 
Joe!
 
You
 
have
 
the
 
following
 
messages:

  
<p><b>
Tim:
</b>
 
Please
 
don't
 
forget
 
to
 
bring
 
the
 
conference
 
papers!
</p>

  
<p><b>
Cindy:
</b>
 
Can
 
you
 
give
 
me
 
visit
 
afternoon?
</p>

  
<p><b>
Richard:
</b>
 
Man,
 
this
 
time
 
don't
 
forget
 
the
 
papers!
</p>

</body>

</html>

```

Переменные «name» и «messages» были определены до генерации шаблона, так что верстальщик сможет сконцентрироваться только на вопросах правильного отображения содержимого. Шаблон остаётся неизменным в независимости от значения переменной и от того, откуда она была получена. Кроме того, API Java-бинов может быть скрыто с использованием техники, именуемой упаковка объектов (object wrapping). Например, «messages» может быть как списком или массивом Java-бинов, имеющих поля «from» и «body», так и чем-нибудь другим. Шаблон при этом менять не придётся, если при этом использовать правильную обёртку для объекта (object wrapper).

## Проекты и технологии, которые поддерживают Freemarker
- Software that incorporates FreeMarker